# تسخیر قلعه گنجه
شاه عباس پس از در هم شکستن نیروی عثمانی و فرار چغال اوغلی، قسمتی از اردوی خود را به تبریز فرستاد و خود در زمستان آن سال از راه اردبیل و شمال آذربایجان عازم فتح قلعه گنجه شد. پیش از حرکت به سوی اردبیل، الله‌وردی خان گرجی را اجازه داد تا به فارس باز گردد و در بهار همان سال با نیروی تازه به اردوی او در آذربایجان بپیوندد. سرداران خراسان را نیز مرخص کرد.
پس از زیارت اردبیل، شاه به مردم گنجه پیام داد که چون امیدی به رسیدن قوای کمکی از سوی سلطان عثمانی نیست، بهتر است که بدون جنگ و خونریزی تسلیم شوند، تا جان و مالشان در امان بماند. ولی محمد پاشا حکمران قلعه که اصلاً تبریزی بود، به پیشنهاد شاه وقعی ننهد و آماده دفاع شد.
شاه عباس در آغاز بهار سال ۱۰۱۴ ق / آوریل ۱۶۰۶م  قلعه را در محاصره گرفت؛ اما کار محاصره به سبب دلیری و پایداری نگهبانان قلعه نزدیک به سه ماه به درازا کشید. دراین مدت تعدادی از سربازان قزلباش هم کشته شدند؛ افزون بر این، اهالی قلعه، یکی از سرداران ایرانی را هم که دو سال پیش از آن به دست ایشان افتاده بود، با یکی از سادات مازندران، که از جانب مادر با شاه عباس خویشی داشت، کشتند. با این اقدام، خشم شاه ایران را برانگیختند، به همین جهت پس از آنکه قلعه گنجه را در ۲۸ صفر ۱۰۱۵ ق / ۵ ژوئیه ۱۶۰۶ م به دست سربازان ایران افتاد، چون محمد پاشا به خدمت شاه رسید و خواست بر پایش بوسه زند، اجازه نداد و به دستور وی، پاشای ترک را به همراه سربازانی که از قلعه دفاع کرده بودند، گردن زند.
در قلعه گنجه گذشته از غنایم بسیار و آزوقه فراوان، مقدار زیادی توپ و تفنگ نیز به دست آمد. شاه حکمرانی قلعه را به محمد خان زیاد اوغلی قاجار سپرد.